# 赛义德·迈赫迪·潘兹万·兰格鲁迪
赛义德·迈赫迪·潘兹万·兰格鲁迪（波斯語：‎，1981年2月17日—）是一名伊朗举重运动员，身高1.60米。2010年参加广州亚运会，以320千克的成绩获69公斤级比赛第四名。